# Recea (okręg Mehedinți)
Recea – wieś w Rumunii, w okręgu Mehedinți, w gminie Punghina. W 2011 roku liczyła 1085 mieszkańców.